# Batalla del estrecho de Surigao
La batalla del estrecho de Surigao fue una batalla naval nocturna que tuvo lugar el 24 de octubre de 1944, en el transcurso de la Segunda Guerra Mundial, enfrentando a formaciones navales de la Armada Imperial Japonesa y estadounidenses. Esta batalla forma parte de las acciones de la batalla del golfo de Leyte.

## Desarrollo
La fuerza de ataque japonesa, estaba compuesta por dos partes, denominada Fuerza C y formaba parte de la Operación Sho-1. Esta fuerza estaba integrada por los acorazados Clase Fusō, el Fusō y el Yamashiro (nave insignia), además de los destructores Asagumo, Misishio y Yamagumo, el crucero pesado Mogami, el destructor Shigure, y la fuerza del vicealmirante Shima compuesta por los cruceros Ashigara, Nachi, el crucero ligero Abukuma y cuatro destructores.
La fuerza de acorazados estaba mandada por el vicealmirante Shōji Nishimura a bordo del Yamashiro. 
El vicealmirante Nishimura había logrado fama en la batalla del mar de Java al mando de 4.ª Flotilla de Destructores.
El objetivo del vicealmirante Nishimura era converger con su fuerza viniendo desde el estrecho de Surigao sobre las fuerzas americanas en las playas de Leyte.  Antes de entrar en el estrecho, Nishimura recibió información de aviones exploradores del Mogami de que en su camino al interior del estrecho se había avistado a una gran fuerza de buques enemigos muy superior a la que él comandaba. Sin embargo, a pesar de la inteligencia obtenida, Nishimura decidió proseguir con su derrotero.
La poderosa fuerza de buques de guerra estadounidenses avistada estaba mandada por el contraalmirante J. B. Oldendorf. Estaba formada por seis acorazados (USS Maryland, USS West Virginia, USS Missisipi, USS Tennessee, USS California, USS Pennsylvania) y ocho cruceros (USS Phoenix, USS Boise, HMAS Shropshire, USS Lousville, USS Portland, USS Minneapolis, USS Denver, USS Columbia), además de 22 destructores y 38 lanchas PT. Nishimura esperaba ganar la salida del estrecho al amanecer, reunirse con la fuerza de Kurita que venía por el estrecho de Tablas y luego atacar las fuerzas de transporte estadounidenses. El error táctico de esta fase del combate para los japoneses fue estar adelantados al ataque principal de Kurita, no estaban convergiendo sincrónicamente al punto de ataque convenido.
Nishimura estaba al tanto de las fuerzas a las que iba a enfrentar y confiaba en el supuesto factor sorpresa y en la ventaja del combate nocturno.
Los japoneses estaba muy bien entrenados en el combate nocturno, siendo esta su única ventaja frente a los americanos. Nishimura ignoraba el desarrollo del tiro dirigido por radar implementado por los estadounidenses.
La noche del 24 de octubre de 1944 hacia las 2 de la mañana, la fuerza japonesa se internó en el estrecho de Surigao y fue casi de inmediato detectada por lanchas torpederas estadounidenses PT.
A las 2:50 horas Las lanchas PT intentaron atacar siendo elegido el acorazado Fusō como blanco, pero fueron rechazadas con varios daños. 
El factor sorpresa se había perdido para los japoneses, pero incomprensiblemente Nishimura prosiguió su marcha suicida.
.

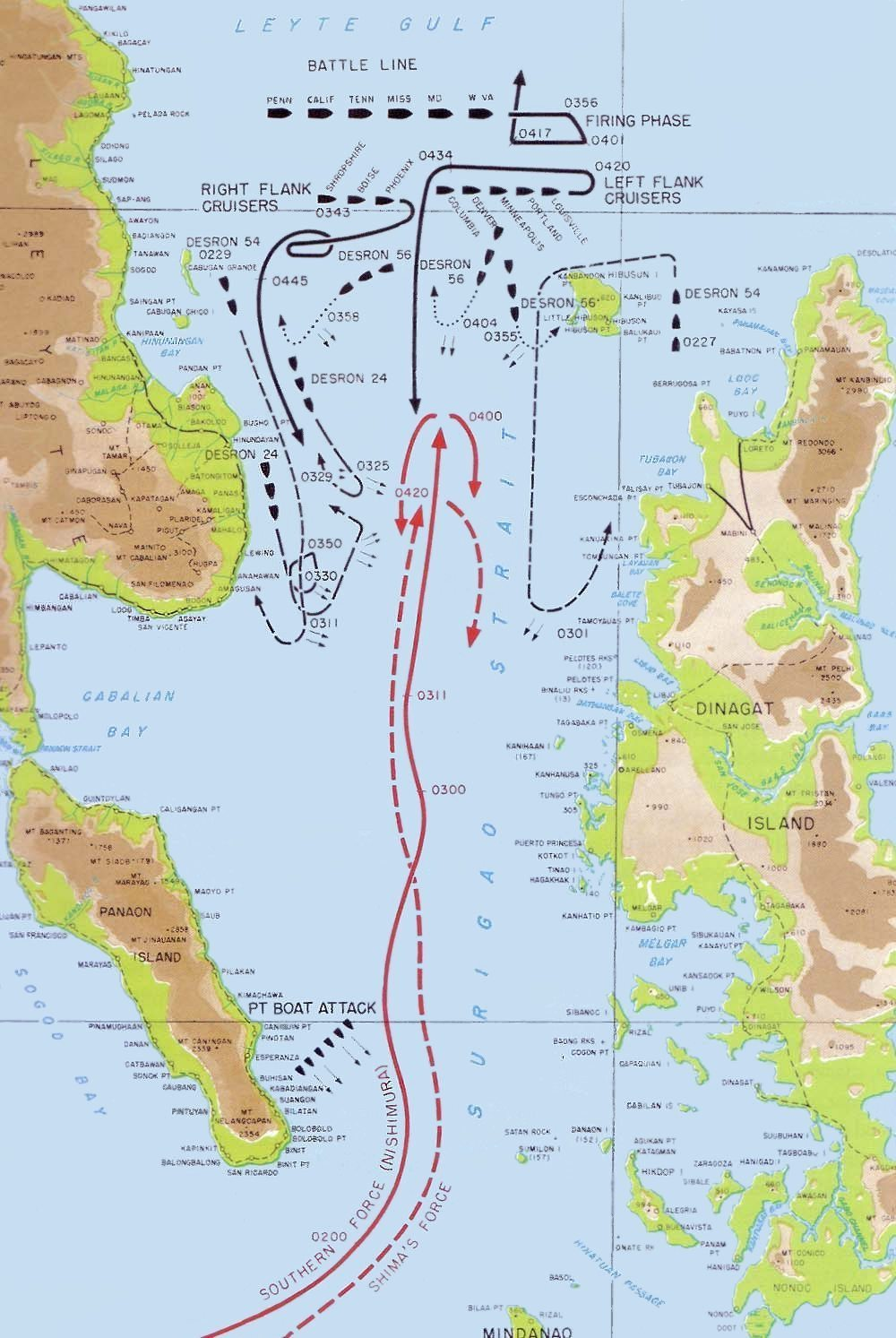
Batalla del estrecho de Surigao. La línea roja representa el trayecto de la Fuerza C japonesa, la azul es la estadounidense.

Hacia las 03:10 horas, la fuerza de Nishimura a bordo del Yamashiro convergió en la perpendicular de la fuerza estadounidense del comandante Oldendorf a la salida del estrecho.  Los japoneses detectaron la línea perpendicular estadounidense y procedieron a tomar posición para lanzar sus torpedos.
El comandante Oldendorf se adelantó y mandó por delante un ataque de su fuerza de destructores, que resultó devastadora para Nishimura. Los destructores americanos se adelantaron a la fuerza japonesa y realizaron un ataque con torpedos enviando un abanico de ellos.
Esto resultó fatal para el acorazado japonés Fusō, que fue alcanzado por torpedos lanzados por el USS Melvin en el centro de su eslora y se separó de la línea gravemente dañado y dando vueltas en círculo envuelto en llamas alejándose del combate. 
El Fuso ardía furiosamente en su sección media y repentinamente a las 3.45 horas una formidable explosión aparentemente lo partió en dos hundiéndose.
Los destructores japoneses, que se habían adelantado para pasar al ataque con torpedos, fueron alcanzados por el abanico de torpedos lanzados por la primera línea de destructores estadounidenses.
Como resultado de esto, el Misishio resultó tocado por dos torpedos y quedó inmóvil en el agua, el Asagumo perdió la proa y se fue a pique, mientras que el Yamagumo fue alcanzado por tres torpedos y prácticamente voló hecho pedazos. 
El destructor Shigure junto con el crucero Mogami que estaban en la cola de la formación de avanzada japonesa viraron en redondo y alcanzaron a peinar las estelas de los torpedos estadounidenses salvándose de ese ataque. 
A las 3:50 horas, los cruceros y acorazados estadounidenses empezaron el cañoneo guiado por radar y se centraron en las siluetas más grandes que tenían. Uno de los destructores, el USS Albert W. Grant fue tomado como blanco cuando se disponía a atacar al malogrado Yamashiro y fue cañoneado reiteradamente. 
A las 3:20 horas, el acorazado japonés Yamashiro resultó alcanzado además por un torpedo pero siguió avanzando, aunque un nuevo ataque del USS Killen rebajó su velocidad, pero tenazmente siguió con su rumbo. A las 3:50 horas el Yamashiro señaló sus blancos y abrió fuego en medio de grandes piques de agua mientras Nishimura intentaba comunicarse en vano con el Fusō, pensando que este intentaba acercarse a su línea de combate. No obtuvo respuesta.
Hacia las 04:04 horas, el Yamashiro fue literalmente ejecutado por cañoneo y torpedos, recibió el impacto de nuevos torpedos mientras se debatía entre enormes columnas de agua y lentamente se fue quedando sin propulsión, justo cuando se emplazaba para contestar el fuego de los acorazados estadounidenses. Fue rematado a cañonazos en un verdadero bombardeo de cañones de gran calibre, a las 4:19 el Yamashiro se escoró hundiéndose en menos de un minuto a eso de las 04:20 horas.  Nishimura pereció en el hundimiento, y muchos japoneses quedaron en el agua, los cuales fueron ametrallados implacablemente por los americanos, se tomaron muy pocos prisioneros.
Solo quedaba el Mogami como blanco de mayor tamaño, que intentó escabullirse de la cacería de la cual era objeto; sin embargo, una salva de 8 pulgadas destruyó el puente y mató a los veteranos oficiales de este y salió maltrecho del estrecho en la amanecida, con grandes daños en su sección media.
En este instante de la batalla, a eso de las 4:30 horas, ingresaba al escenario de esta la fuerza del almirante Shima. Esta fuerza solo consiguió embestir al Nachi.
Shima alcanzó el punto donde estaban los restos de los acorazados japoneses y presenció al Fuso partido en dos partes, flotando en la superficie. Este asumió de que eran los dos grandes navíos de Nishimura.
Shima y sus observadores en ese momento, divisaron una columna al frente y Shima ordenó un ataque con torpedos. Dio la vuelta y se retiró cautamente. El ataque resultó ser vano, pues la columna avistada resultó solo ser un grupo de islotes que fueron confundidos con una línea enemiga. No obstante, la fuerza de Shima ya era el próximo objetivo estadounidense.
La fuerza de Oldendorf ya había detectado a dicha fuerza y se movilizaba para atacarla cuando recibió la noticia del ataque de Kurita en el mar de Sámar y recibió la orden de dar la vuelta; de este modo la fuerza de Shima escapó de la misma suerte que la de Nishimura.
El Mogami resistió los graves daños hasta bien amanecido el 25 de octubre solo para ser atacado por aviones estadounidenses, logrando derribar algunos de sus agresores, hasta ser convertido en una ruina flotante sin propulsión.
Posteriormente su valerosa tripulación fue transferida a un destructor, el mismo destructor de salvamento hundió al tenaz crucero japonés en el mar de Mindanao para evitar su captura a más de 1.5 km de profundidad.
Los japoneses perdieron en esta fase de la batalla del golfo de Leyte unos 5.000 hombres.